# Hispano-Suiza J 12

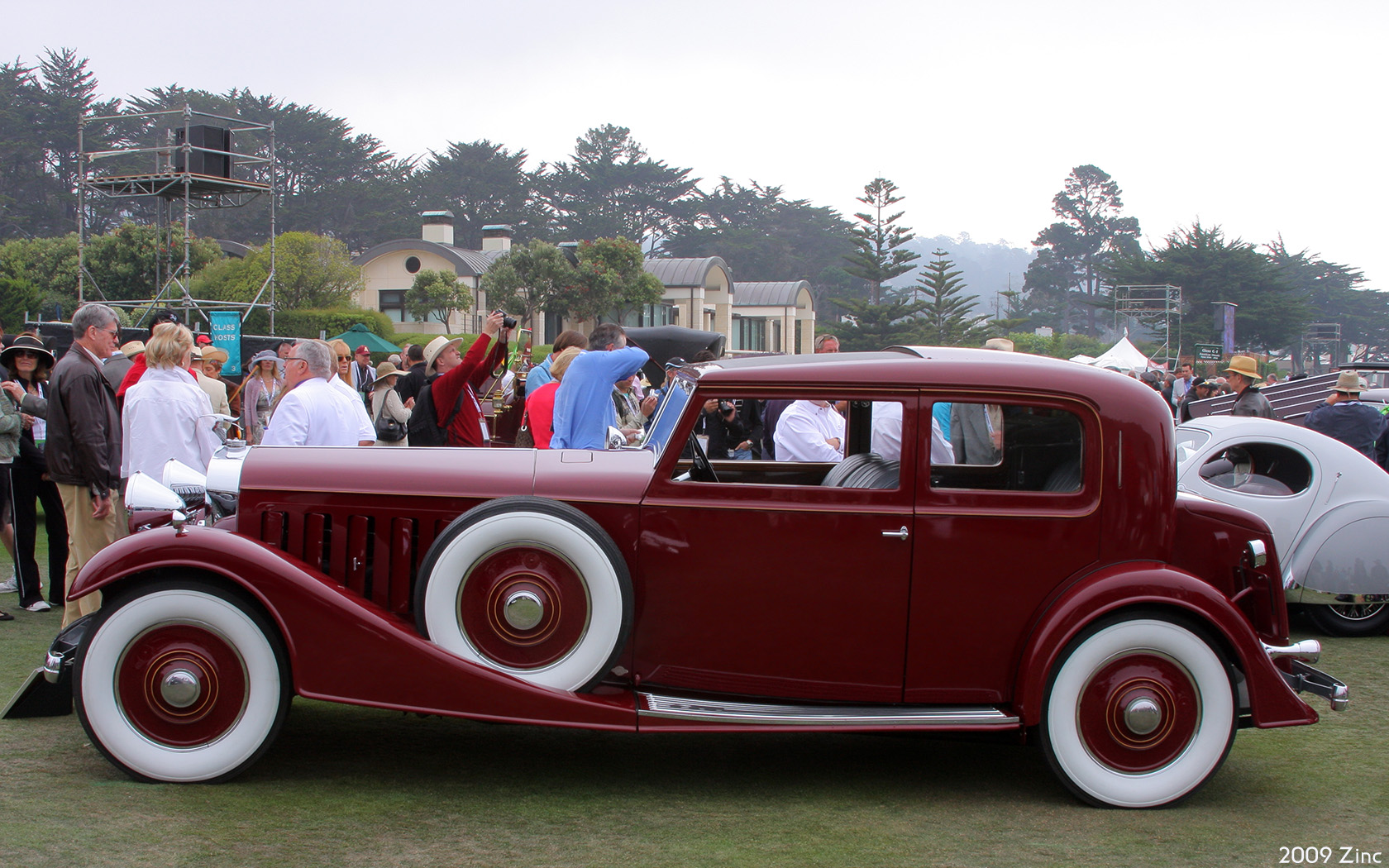
Limousine von Kellner Frères

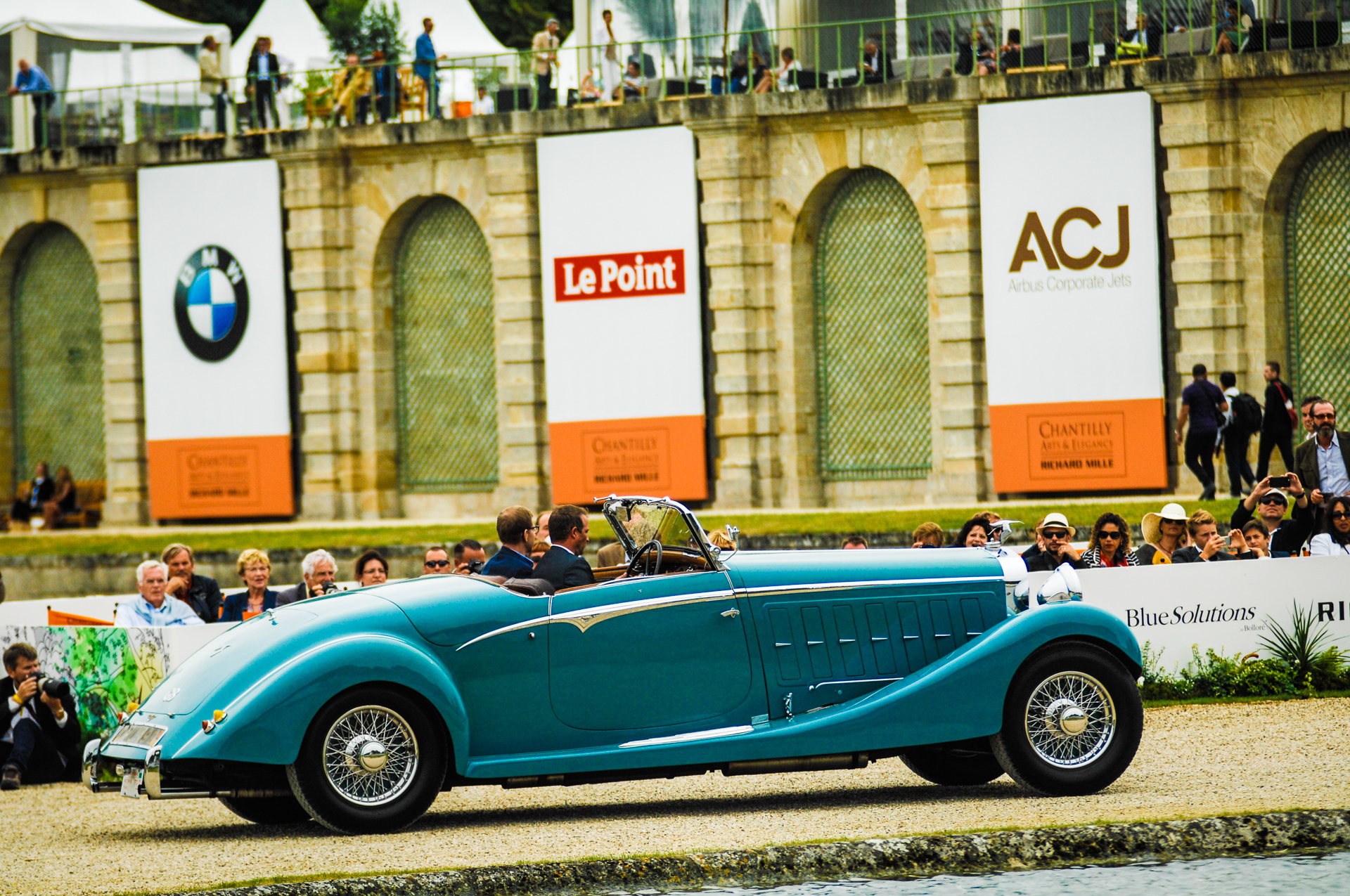
Roadster von Saoutchik

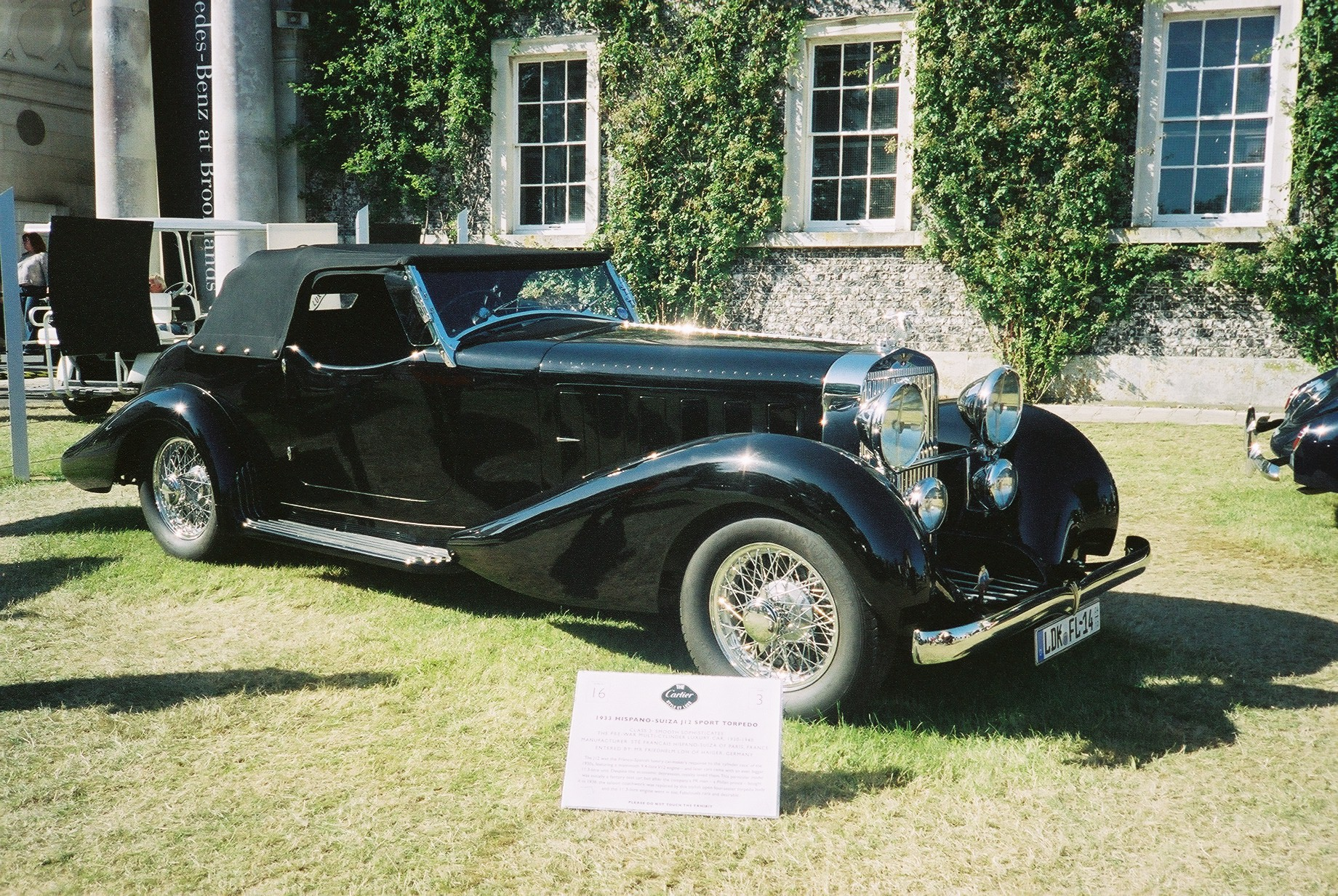
Cabriolet

Der Hispano-Suiza J 12 ist ein Pkw-Modell. Die Société Française Hispano-Suiza stellte die Fahrzeuge im französischen Bois-Colombes her. Der interne Code war Type 68. Die Fahrzeuge wurden wegen der Cheval fiscal (Steuer-PS) auch 54 CV genannt. Es gab kein Pendant aus spanischer Produktion.

## Beschreibung
Der Schweizer Marc Birkigt entwickelte das Fahrzeug. Es wurde im Oktober 1931 als Nachfolger des Hispano-Suiza H 6 auf dem Pariser Autosalon präsentiert. Neu war der V12-Motor mit hängenden Ventilen und zentraler Nockenwelle. Zunächst hatte er jeweils 100 mm Bohrung und Hub, was 9425 cm³ Hubraum ergab. Mit einer Verdichtung von 5 : 1 leistete er 220 PS (162 kW) bei 3000/min. Der wassergekühlte Motor war vorn im Fahrgestell eingebaut und trieb über eine Kardanwelle die Hinterachse an.
1935 ergänzte die Variante Type 68 Bis das Sortiment. Der Hub war auf 120 mm verlängert worden. Damit wurden 11.310 cm³ Hubraum und 250 PS (184 kW) Leistung erzielt.
Das Fahrgestell war in vier verschiedenen Längen erhältlich: 342 cm (kurz oder sportlich), 371 cm (leicht), 381 cm (normal oder Gran Turismo), 401 cm (lang). Die Spurweite lag einheitlich bei 150 cm. Das normale Fahrgestell wog 1570 kg. Ebenso wird ein Gewicht von 1400 kg bis 1580 kg für die verschiedenen Fahrgestelle angegeben. Für ein bestimmtes Coupé mit Aufbau von der Carrosserie Vanvooren ist ein Leergewicht von 2150 kg bekannt. In einer anderen Quelle wird für die kurze Ausführung eine geringere Spurweite von 145 cm angegeben. Verschiedene Karosseriebauunternehmen stellten die Karosserien her. Bekannt sind Aufbauten als Limousine, Coupé, Pullman-Limousine, Cabriolet, Roadster, und Tourenwagen.
Der Autor Johnny Green schrieb dem Fahrzeug ein Fahrverhalten zu, das einem Sportwagen ähnele. Er gab eine Zeit von 12 Sekunden für eine Beschleunigung von 0 auf 96 km/h an, eine Höchstgeschwindigkeit von über 160 km/h und einen Bremsweg von etwa 8 Metern, um aus einer Geschwindigkeit von 48 km/h zum Stillstand zu kommen. Eine andere Quelle nennt maximal 185 km/h.

## Produktionszahlen
Bis zur Einstellung 1938 entstanden 106 Fahrzeuge.
Fahrgestelle normaler Länge hatten Fahrgestellnummern von 13.001 bis 13.044, die langen von 13.501 bis 13.510 und die kurzen von 14.001 bis 14.047. Daneben gab es noch fünf weitere mit den Nummern 14.501 bis 14.505.

## Auktionsergebnisse
Im Januar 2014 wurde ein 1935er Cabriolet de Ville von Rippon Bros. für 1.045.000 US-Dollar versteigert. Einen Monat später folgte eine 1934er Limousine von Vanvooren für 1.127.040 Euro. 2018 wurde eine 1937er Limousine mit Aufbau von Gurney Nutting für 643.680 Euro versteigert. 2020 wurden für einen Tourenwagen von 1932 mit einer Karosserie von Henri Binder 2.425.000 Dollar gezahlt.